# Szesnasty rząd Izraela
Szesnasty rząd Izraela – rząd Izraela, sformowany 10 marca 1974, którego premierem została Golda Meir z Koalicji Pracy. Rząd został powołany przez koalicję mającą większość w Knesecie VIII kadencji, po wyborach w 1973 roku. Funkcjonował do 3 czerwca 1974, kiedy to powstał rząd premiera Icchaka Rabina.